# Jean-Luc Thiébaut
Jean-Luc Thiébaut (Metz, 29 de dezembro de 1960) é um ex-handebolista profissional francês, medalhista olimpico.
Jean-Luc Thiébaut fez parte do elenco medalha de bronze, em Barcelona 1992. Com 5 partidas como goleiro.